# Brachyophidium rhodogaster
Brachyophidium rhodogaster là một loài rắn trong họ Uropeltidae. Loài này được Wall mô tả khoa học đầu tiên năm 1921.